# Trois Rag-Caprices
Les Trois Rag-Caprices, op. 78, sont une œuvre pour piano de Darius Milhaud composée en 1922.

## Présentation
Les Trois Rag-Caprices sont composés à Aix-en-Provence à l'été 1922,,.
L'œuvre, dédiée à Jean Wiéner, est créée par le dédicataire à Paris le 23 novembre 1922 au théâtre des Champs-Élysées (concerts Jean Wiéner),.
Alfred Cortot relève dans la partition « une écriture [...] alerte, [... au] vif agrément sonore, subtile stylisation des procédés du Jazz finement intégrés parmi les élégances d'une rédaction de goût européen ».

## Structure
Les Trois Rag-Caprices, d'une durée moyenne d'exécution de six minutes environ,, consistent en trois pièces :
1. Sec et musclé ;
2. Romance. Tendrement ;
3. Précis et nerveux.

Pour Guy Sacre, « le jazz et Stravinski se disputent la place dans ce cahier séduisant, bâti comme une sonatine, une « romance » servant de mouvement lent entre deux morceaux pugnaces et vivement enlevés ».
La partition est publiée en 1923 par Universal Edition,. Dans le catalogue des œuvres de Darius Milhaud, les Trois Rag-Caprices portent le numéro d'opus 78,.
Il existe une orchestration de la pièce par l'auteur, pour orchestre de chambre, réalisée en 1922.